# Mandeville (Luisiana)
Mandeville es una ciudad ubicada en la parroquia de St. Tammany en el estado estadounidense de Luisiana. En el Censo de 2010 tenía una población de 11560 habitantes y una densidad poblacional de 654,54 personas por km².Se encuentra a la ribera del lago Pontchartrain.

## Geografía
Mandeville se encuentra ubicada en las coordenadas 30°22′30″N 90°5′31″O / 30.37500, -90.09194. Según la Oficina del Censo de los Estados Unidos, Mandeville tiene una superficie total de 17.66 km², de la cual 17.39 km² corresponden a tierra firme y (1.55%) 0.27 km² es agua.

## Demografía
Según el censo de 2010, había 11560 personas residiendo en Mandeville. La densidad de población era de 654,54 hab./km². De los 11560 habitantes, Mandeville estaba compuesto por el 90.55% blancos, el 4.4% eran afroamericanos, el 0.31% eran amerindios, el 1.93% eran asiáticos, el 0.01% eran isleños del Pacífico, el 1.08% eran de otras razas y el 1.71% pertenecían a dos o más razas. Del total de la población el 5.26% eran hispanos o latinos de cualquier raza.